# Радулићи
Радулићи је насеље у општини Бијело Поље у Црној Гори. Према попису из 2003. било је 112 становника (према попису из 1991. било је 164 становника).

## Демографија
У насељу Радулићи живи 93 пунолетна становника, а просечна старост становништва износи 46,5 година (48,9 код мушкараца и 44,1 код жена). У насељу има 39 домаћинстава, а просечан број чланова по домаћинству је 2,87.
Становништво у овом насељу веома је хетерогено, а у последња три пописа, примећен је пад у броју становника.
|  |

| Демографија | Демографија | Демографија |
| Година      | Становника  | Становника  |
| ----------- | ----------- | ----------- |
|             |             |             |
|             |             |             |
|             |             |             |
|             |             |             |
| 1948.       | 235         |             |
| 1953.       | 277         |             |
| 1961.       | 286         |             |
| 1971.       | 277         |             |
| 1981.       | 218         |             |
| 1991.       | 164         | 164         |
| 2003.       | 113         | 112         |
|             |             |             |

| Етнички састав према попису из 2003.‍ | Етнички састав према попису из 2003.‍ | Етнички састав према попису из 2003.‍ | Етнички састав према попису из 2003.‍ | Етнички састав према попису из 2003.‍ |
| ------------------------------------ | ------------------------------------ | ------------------------------------ | ------------------------------------ | ------------------------------------ |
|                                      |                                      |                                      |                                      |                                      |
| Срби                                 | Срби                                 |                                      | 65                                   | 58,03%                               |
| Црногорци                            | Црногорци                            |                                      | 40                                   | 35,71%                               |
| Бошњаци                              | Бошњаци                              |                                      | 4                                    | 3,57%                                |
| Југословени                          | Југословени                          |                                      | 2                                    | 1,78%                                |
| непознато                            | непознато                            |                                      | 0                                    | 0,0%                                 |

| Година пописа     | 1948. | 1953. | 1961. | 1971. | 1981. | 1991. | 2003. |
| ----------------- | ----- | ----- | ----- | ----- | ----- | ----- | ----- |
| Број домаћинстава | 42    | 48    | 49    | 46    | 42    | 43    | 39    |

| Број чланова      | 1  | 2 | 3  | 4 | 5 | 6 | 7 | 8 | 9 | 10 и више | Просек |
| ----------------- | -- | - | -- | - | - | - | - | - | - | --------- | ------ |
| Број домаћинстава | 39 | 9 | 10 | 6 | 7 | 5 | 2 | 0 | 0 | 0         | 0      |

| Пол    | Укупно | Неожењен/Неудата | Ожењен/Удата | Удовац/Удовица | Разведен/Разведена | Непознато |
| ------ | ------ | ---------------- | ------------ | -------------- | ------------------ | --------- |
| Мушки  | 51     | 15               | 28           | 7              | 1                  | 0         |
| Женски | 50     | 12               | 29           | 8              | 0                  | 1         |
| УКУПНО | 101    | 27               | 57           | 15             | 1                  | 1         |

| Пол    | Укупно                    | Пољопривреда, лов и шумарство | Рибарство                            | Вађење руде и камена | Прерађивачка индустрија       |
| ------ | ------------------------- | ----------------------------- | ------------------------------------ | -------------------- | ----------------------------- |
| Мушки  | 25                        | 14                            | 0                                    | 0                    | 2                             |
| Женски | 4                         | 1                             | 0                                    | 0                    | 0                             |
| УКУПНО | 29                        | 15                            | 0                                    | 0                    | 2                             |
| Пол    | Производња и снабдевање   | Грађевинарство                | Трговина                             | Хотели и ресторани   | Саобраћај, складиштење и везе |
| Мушки  | 0                         | 1                             | 0                                    | 1                    | 0                             |
| Женски | 0                         | 0                             | 1                                    | 0                    | 0                             |
| УКУПНО | 0                         | 1                             | 1                                    | 1                    | 0                             |
| Пол    | Финансијско посредовање   | Некретнине                    | Државна управа и одбрана             | Образовање           | Здравствени и социјални рад   |
| Мушки  | 0                         | 0                             | 0                                    | 5                    | 0                             |
| Женски | 0                         | 0                             | 0                                    | 1                    | 0                             |
| УКУПНО | 0                         | 0                             | 0                                    | 6                    | 0                             |
| Пол    | Остале услужне активности | Приватна домаћинства          | Екстериторијалне организације и тела | Непознато            | Непознато                     |
| Мушки  | 0                         | 0                             | 0                                    | 2                    | 2                             |
| Женски | 0                         | 0                             | 0                                    | 1                    | 1                             |
| УКУПНО | 0                         | 0                             | 0                                    | 3                    | 3                             |